# Вуд, Йонас
Йонас Вуд (англ. Jonas Wood, род. 1977, Бостон, США, живёт и работает в Лос-Анджелесе, США) — современный американский художник.

## Творчество
Фигуративная живопись Йонаса Вуда известна открытыми цветами и плоскостной трактовкой формы - будь на холсте изображен кактус, известный китайский баскетболист или загроможденный интерьер. Сырые линии и отсутствие воздушной перспективы придают живописи Йонаса Вуда сходство с комиксами, напоминают работы Дэвида Хокни (его изображения Лос-Анджелеса).

## Персональные выставки
- 2009 MinMin Gallery, Tokyo, Япония
- 2009 Taxter & Spengemann, Нью-Йорк
- 2008 Jonas Wood - Anton Kern Gallery, New York City, NY
- 2007 Shane Campbell Gallery, Chicago
- 2007 Jonas Wood - Anton Kern Gallery, New York City, NY
- 2006 Jonas Wood - Black Dragon Society, Los Angeles, CA
- 2005 RAW & CO, Cleveland, OH